# Dague (bateau)
Pour les articles homonymes, voir Dague (homonymie).
Le Dague est un chaland de débarquement du type EDIC (engin de débarquement d'infanterie et de chars) de la Marine nationale française. Il porte le numéro de coque L9052. Ce bâtiment est transféré à la marine Djiboutienne en juin 2012. Il est océanisé le 23 mai 2020.